# Xanthorhoe submaculata
Xanthorhoe submaculata là một loài bướm đêm trong họ Geometridae.